# Névna vára
Névna vára (horvátul: Stari grad Nevna) egy középkori vár maradványa Horvátországban, Eszék-Baranya megyében, Névna település határában.

## Fekvése
Névna 14. századi várának maradványai a Breznica-patak feletti magaslaton találhatók.

## Története
Névna várát 1395-ben „Castrum Niuna” néven említik először. 1422-ben Treutel Miklós örökösei egyiküknek, Treutel Katalinnak a férjére, lévai Cseh Péterre ruházták át a várat és a birtokot, melyet 1427-ben új adományul is megkapott Zsigmond királytól. (Az ő nemesi előnevéből származik a település mai nevének az előtagja.) 1454-től Kórógyi János macsói bán zálogbirtoka volt. 1464-ben Mátyás király a névnai uradalmat is szekcsői Herczeg Pálnak, Parlaghy Györgynek és Kállai Pálnak adta, de ténylegesen nem tudtak birtokba lépni. Az uradalom urai továbbra is a Kórógyiak maradtak, akik 1467-ben más egyéb birtokokkal együtt a Rozgonyiaknak adták el. 1472-ben királyi adományként egy időre monoszlói Csupor Miklós és nádasdi Ungor János kezére került. Csupor Miklós halála után 1474-ben pedig Gábor kalocsai érsek és testvére, Matucsinai Zsigmond kapták meg Mátyás királytól. Fontos kereskedelmi út is vezetett át rajta, ezért vámszedőhely is volt. Birtoklásáért több per zajlott a nemesi családok között.
A török 1536-ban foglalta el és a Pozsegai szandzsák része lett. A török a várat és a várost felégette, a lakosság pedig a közeli „Varoš” nevű magaslatra menekült. Ezzel létrejött a mai település csírája. A települést a 17. században kétszer is feldúlta török. A török kiűzése után 14 háza maradt. 1702-ben említik az erdők között fekvő romos települést és a vár romjait, melyet Ivanicsnak neveznek. Sorsa a többi elhagyott várhoz hasonlóan az lett, hogy a környező lakosság anyagát építőanyagnak hordta el.

## A vár mai állapota
A várból mára csak alapfalak, némi építőanyag és a kettős sánc maradványai láthatók melyben még mindig víz áll.